# Bundestagswahlkreis Viersen
Der  Bundestagswahlkreis Viersen (Wahlkreis 110; bis zur Bundestagswahl 2021 Wahlkreis 111) liegt in Nordrhein-Westfalen und umfasst den Kreis Viersen. Von 1949 bis 1980 hieß der Wahlkreis Kempen-Krefeld. Die CDU konnte bisher bei allen Bundestagswahlen das Direktmandat in diesem Wahlkreis gewinnen.

## Wahlkreisgeschichte
| Wahl      | Wahlkreisname     | Gebiet                                                                                           |
| --------- | ----------------- | ------------------------------------------------------------------------------------------------ |
| 1949      | 24 Kempen-Krefeld | Kreis Kempen-Krefeld                                                                             |
| 1953–1961 | 83 Kempen-Krefeld | Kreis Kempen-Krefeld                                                                             |
| 1965–1969 | 81 Kempen-Krefeld | Kreis Kempen-Krefeld                                                                             |
| 1972      | 81 Kempen-Krefeld | Kreis Kempen-Krefeld ohne die Stadt Viersen1)                                                    |
| 1976      | 81 Kempen-Krefeld | Kreis Viersen (Gebietsstand des Kreises Kempen-Krefeld vom 31. Dez. 1974) ohne die Stadt Viersen |
| 1980–1998 | 80 Viersen        | Kreis Viersen                                                                                    |
| 2002–2009 | 112 Viersen       | Kreis Viersen                                                                                    |
| 2013–2021 | 111 Viersen       | Kreis Viersen                                                                                    |
| 2025–     | 110 Viersen       | Kreis Viersen                                                                                    |

1)Die Stadt Viersen gehörte seit 1970 zum Kreis Kempen-Krefeld

## Wahlkreisabgeordnete
| Wahl | Abgeordneter | Abgeordneter    | Partei | Stimmen in % |
| ---- | ------------ | --------------- | ------ | ------------ |
| 1949 |              | Matthias Hoogen | CDU    | 43,5         |
| 1953 | 62,7         | Matthias Hoogen | CDU    |              |
| 1957 | 65,5         | Matthias Hoogen | CDU    |              |
| 1961 | 60,6         | Matthias Hoogen | CDU    |              |
| 1965 |              | Hugo Hammans    | CDU    | 58,3         |
| 1969 | 55,1         | Hugo Hammans    | CDU    |              |
| 1972 | 51,4         | Hugo Hammans    | CDU    |              |
| 1976 | 53,9         | Hugo Hammans    | CDU    |              |
| 1980 |              | Julius Louven   | CDU    | 49,4         |
| 1983 | 56,6         | Julius Louven   | CDU    |              |
| 1987 | 51,2         | Julius Louven   | CDU    |              |
| 1990 | 49,6         | Julius Louven   | CDU    |              |
| 1994 | 49,6         | Julius Louven   | CDU    |              |
| 1998 | 44,6         | Julius Louven   | CDU    |              |
| 2002 |              | Uwe Schummer    | CDU    | 44,1         |
| 2005 | 48,1         | Uwe Schummer    | CDU    |              |
| 2009 | 48,9         | Uwe Schummer    | CDU    |              |
| 2013 | 53,0         | Uwe Schummer    | CDU    |              |
| 2017 | 47,9         | Uwe Schummer    | CDU    |              |
| 2021 |              | Martin Plum     | CDU    | 35,8         |
| 2025 | 40,0         | Martin Plum     | CDU    |              |

## Wahlergebnisse

### Bundestagswahl 2025
| Kandidaten                                            | Kandidaten                | Parteien/Listen     | Erststimmen | Erststimmen | Zweitstimmen | Zweitstimmen |
| Kandidaten                                            | Kandidaten                | Parteien/Listen     | Stimmen     | %           | Stimmen      | %            |
| ----------------------------------------------------- | ------------------------- | ------------------- | ----------- | ----------- | ------------ | ------------ |
|                                                       | Silke Ursula Depta        | SPD                 | 38.071      | 20,7        | 33.644       | 18,2         |
|                                                       | Martin Plumgewählt im WK  | CDU                 | 73.676      | 40,0        | 64.228       | 34,8         |
|                                                       | David Neil Nethen         | GRÜNE               | 19.438      | 10,6        | 21.085       | 11,4         |
|                                                       | Eric Ralph Hugo Scheuerle | FDP                 | 7.317       | 4,0         | 10.039       | 5,4          |
|                                                       | Kay Gottschalk            | AfD                 | 29.425      | 16,0        | 29.312       | 15,9         |
|                                                       | Simon Männersdörfer       | Die Linke           | 11.337      | 6,2         | 11.875       | 6,4          |
|                                                       | –                         | Tierschutzpartei    | –           | –           | 2.675        | 1,4          |
|                                                       | –                         | Die PARTEI          | –           | –           | 1.137        | 0,6          |
|                                                       | –                         | dieBasis            | –           | –           | 439          | 0,2          |
|                                                       | –                         | Team Todenhöfer     | –           | –           | 287          | 0,2          |
|                                                       | Arbi Davood Megerdich     | FREIE WÄHLER        | 2.510       | 1,4         | 1.170        | 0,6          |
|                                                       | André Martini             | Volt                | 2.378       | 1,3         | 1.147        | 0,6          |
|                                                       | –                         | MLPD                | –           | –           | 26           | 0,0          |
|                                                       | –                         | PdF                 | –           | –           | 349          | 0,2          |
|                                                       | –                         | BÜNDNIS DEUTSCHLAND | –           | –           | 285          | 0,2          |
|                                                       | –                         | BSW                 | –           | –           | 6.843        | 3,7          |
|                                                       | –                         | MERA25              | –           | –           | 55           | 0,0          |
|                                                       | –                         | WerteUnion          | –           | –           | 126          | 0,1          |
| Gesamt                                                | Gesamt                    | Gesamt              | 184.152     | 100         | 184.722      | 100          |
|                                                       |                           |                     |             |             |              |              |
| Ungültige Stimmen                                     | Ungültige Stimmen         | Ungültige Stimmen   | 1.736       | 0,9         | 1.166        | 0,6          |
| Wähler                                                | Wähler                    | Wähler              | 185.888     | 83,1        | 185.888      | 83,1         |
| Wahlberechtigte                                       | Wahlberechtigte           | Wahlberechtigte     | 223.737     |             | 223.737      |              |
|                                                       |                           |                     |             |             |              |              |
| Quellen: Die Bundeswahlleiterin, Kandidaten – Stimmen |                           |                     |             |             |              |              |

### Bundestagswahl 2021
| Kandidaten                                            | Kandidaten               | Parteien/Listen      | Erststimmen | Erststimmen | Zweitstimmen | Zweitstimmen |
| Kandidaten                                            | Kandidaten               | Parteien/Listen      | Stimmen     | %           | Stimmen      | %            |
| ----------------------------------------------------- | ------------------------ | -------------------- | ----------- | ----------- | ------------ | ------------ |
|                                                       | Martin Plumgewählt im WK | CDU                  | 62.123      | 35,8        | 52.896       | 30,4         |
|                                                       | Udo Schiefner            | SPD                  | 47.806      | 27,6        | 46.375       | 26,7         |
|                                                       | Eric Scheuerle           | FDP                  | 15.140      | 8,7         | 22.281       | 12,8         |
|                                                       | Kay Gottschalk           | AfD                  | 10.312      | 5,9         | 10.357       | 6,0          |
|                                                       | Rene Heesen              | GRÜNE                | 24.394      | 14,1        | 25.673       | 14,8         |
|                                                       | Britta Pietsch           | DIE LINKE            | 5.558       | 3,2         | 5.203        | 3,0          |
|                                                       | Marion Weißkopf          | Die PARTEI           | 3.819       | 2,2         | 2.140        | 1,2          |
|                                                       | –                        | Tierschutzpartei     | –           | –           | 2.618        | 1,5          |
|                                                       | –                        | PIRATEN              | –           | –           | 632          | 0,4          |
|                                                       | Georg Alsdorf            | FREIE WÄHLER         | 2.253       | 1,3         | 1.327        | 0,8          |
|                                                       | –                        | NPD                  | –           | –           | 140          | 0,1          |
|                                                       | –                        | ÖDP                  | –           | –           | 183          | 0,1          |
|                                                       | –                        | V-Partei³            | –           | –           | 120          | 0,1          |
|                                                       | –                        | Gesundheitsforschung | –           | –           | 197          | 0,1          |
|                                                       | –                        | MLPD                 | –           | –           | 31           | 0,0          |
|                                                       | –                        | Die Humanisten       | –           | –           | 133          | 0,1          |
|                                                       | –                        | DKP                  | –           | –           | 22           | 0,0          |
|                                                       | –                        | SGP                  | –           | –           | 12           | 0,0          |
|                                                       | Natalie Frohn            | dieBasis             | 1.940       | 1,1         | 1.808        | 1,0          |
|                                                       | –                        | Bündnis C            | –           | –           | 93           | 0,1          |
|                                                       | –                        | du.                  | –           | –           | 82           | 0,0          |
|                                                       | –                        | LIEBE                | –           | –           | 228          | 0,1          |
|                                                       | –                        | LKR                  | –           | –           | 33           | 0,0          |
|                                                       | –                        | PdF                  | –           | –           | 54           | 0,0          |
|                                                       | –                        | LfK                  | –           | –           | 155          | 0,1          |
|                                                       | –                        | Team Todenhöfer      | –           | –           | 582          | 0,3          |
|                                                       | –                        | Volt                 | –           | –           | 377          | 0,2          |
| Gesamt                                                | Gesamt                   | Gesamt               | 173.345     | 100         | 173.752      | 100          |
|                                                       |                          |                      |             |             |              |              |
| Ungültige Stimmen                                     | Ungültige Stimmen        | Ungültige Stimmen    | 1.740       | 1,0         | 1.333        | 0,8          |
| Wähler                                                | Wähler                   | Wähler               | 175.085     | 77,1        | 175.085      | 77,1         |
| Wahlberechtigte                                       | Wahlberechtigte          | Wahlberechtigte      | 227.166     |             | 227.166      |              |
|                                                       |                          |                      |             |             |              |              |
| Quellen: Die Bundeswahlleiterin, Kandidaten – Stimmen |                          |                      |             |             |              |              |

### Bundestagswahl 2017
| Kandidaten                                            | Kandidaten                | Parteien/Listen      | Erststimmen | Erststimmen | Zweitstimmen | Zweitstimmen |
| Kandidaten                                            | Kandidaten                | Parteien/Listen      | Stimmen     | %           | Stimmen      | %            |
| ----------------------------------------------------- | ------------------------- | -------------------- | ----------- | ----------- | ------------ | ------------ |
|                                                       | Uwe Schummergewählt im WK | CDU                  | 82.165      | 47,9        | 65.475       | 38,1         |
|                                                       | Udo Schiefner             | SPD                  | 42.932      | 25,0        | 38.368       | 22,3         |
|                                                       | Jürgen Heinen             | GRÜNE                | 11.478      | 6,7         | 11.591       | 6,7          |
|                                                       | Christoph Saßen           | DIE LINKE            | 8.747       | 5,1         | 10.342       | 6,0          |
|                                                       | Andreas Bist              | FDP                  | 14.233      | 8,3         | 27.576       | 16,0         |
|                                                       | Kay Gottschalk            | AfD                  | 12.035      | 7,0         | 12.841       | 7,5          |
|                                                       | –                         | PIRATEN              | –           | –           | 712          | 0,4          |
|                                                       | –                         | NPD                  | –           | –           | 366          | 0,2          |
|                                                       | –                         | Die PARTEI           | –           | –           | 1.207        | 0,7          |
|                                                       | –                         | FREIE WÄHLER         | –           | –           | 433          | 0,3          |
|                                                       | –                         | Volksabstimmung      | –           | –           | 138          | 0,1          |
|                                                       | –                         | ÖDP                  | –           | –           | 149          | 0,1          |
|                                                       | –                         | MLPD                 | –           | –           | 52           | 0,0          |
|                                                       | –                         | SGP                  | –           | –           | 9            | 0,0          |
|                                                       | –                         | AD-DEMOKRATEN        | –           | –           | 363          | 0,2          |
|                                                       | –                         | BGE                  | –           | –           | 151          | 0,1          |
|                                                       | –                         | DiB                  | –           | –           | 185          | 0,1          |
|                                                       | –                         | DKP                  | –           | –           | 29           | 0,0          |
|                                                       | –                         | DM                   | –           | –           | 162          | 0,1          |
|                                                       | –                         | Die Humanisten       | –           | –           | 96           | 0,1          |
|                                                       | –                         | Gesundheitsforschung | –           | –           | 163          | 0,1          |
|                                                       | –                         | Tierschutzpartei     | –           | –           | 1.446        | 0,8          |
|                                                       | –                         | V-Partei³            | –           | –           | 164          | 0,1          |
| Gesamt                                                | Gesamt                    | Gesamt               | 171.590     | 100         | 172.018      | 100          |
|                                                       |                           |                      |             |             |              |              |
| Ungültige Stimmen                                     | Ungültige Stimmen         | Ungültige Stimmen    | 1.690       | 1,0         | 1.262        | 0,7          |
| Wähler                                                | Wähler                    | Wähler               | 173.280     | 76,2        | 173.280      | 76,2         |
| Wahlberechtigte                                       | Wahlberechtigte           | Wahlberechtigte      | 227.423     |             | 227.423      |              |
|                                                       |                           |                      |             |             |              |              |
| Quellen: Die Bundeswahlleiterin, Kandidaten – Stimmen |                           |                      |             |             |              |              |

### Bundestagswahl 2013
| Kandidaten                                            | Kandidaten                | Parteien/Listen   | Erststimmen | Erststimmen | Zweitstimmen | Zweitstimmen |
| Kandidaten                                            | Kandidaten                | Parteien/Listen   | Stimmen     | %           | Stimmen      | %            |
| ----------------------------------------------------- | ------------------------- | ----------------- | ----------- | ----------- | ------------ | ------------ |
|                                                       | Uwe Schummergewählt im WK | CDU               | 87.764      | 53,0        | 76.747       | 46,3         |
|                                                       | Udo Schiefner             | SPD               | 47.198      | 28,5        | 44.103       | 26,6         |
|                                                       | Andreas Bist              | FDP               | 3.857       | 2,3         | 10.493       | 6,3          |
|                                                       | René Heesen               | GRÜNE             | 8.880       | 5,4         | 11.106       | 6,7          |
|                                                       | Britta Pietsch            | DIE LINKE         | 7.998       | 4,8         | 8.897        | 5,4          |
|                                                       | Tobias Leppkes            | PIRATEN           | 3.466       | 2,1         | 3.464        | 2,1          |
|                                                       | Rolf Gunter Kretzschmann  | NPD               | 1.684       | 1,0         | 1.557        | 0,9          |
|                                                       | –                         | REP               | –           | –           | 145          | 0,1          |
|                                                       | –                         | Bündnis 21/RRP    | –           | –           | 99           | 0,1          |
|                                                       | –                         | Volksabstimmung   | –           | –           | 355          | 0,2          |
|                                                       | –                         | ÖDP               | –           | –           | 204          | 0,1          |
|                                                       | –                         | MLPD              | –           | –           | 32           | 0,0          |
|                                                       | –                         | BüSo              | –           | –           | 37           | 0,0          |
|                                                       | –                         | PSG               | –           | –           | 43           | 0,0          |
|                                                       | Hermann Rubbert           | AfD               | 4.182       | 2,5         | 6.806        | 4,1          |
|                                                       | –                         | BIG               | –           | –           | 105          | 0,1          |
|                                                       | –                         | pro Deutschland   | –           | –           | 303          | 0,2          |
|                                                       | –                         | DIE RECHTE        | –           | –           | 20           | 0,0          |
|                                                       | Jörg Frick                | FREIE WÄHLER      | 575         | 0,3         | 457          | 0,3          |
|                                                       | –                         | Nichtwähler       | –           | –           | 159          | 0,1          |
|                                                       | –                         | PDV               | –           | –           | 113          | 0,1          |
|                                                       | –                         | Die PARTEI        | –           | –           | 552          | 0,3          |
| Gesamt                                                | Gesamt                    | Gesamt            | 165.604     | 100         | 165.797      | 100          |
|                                                       |                           |                   |             |             |              |              |
| Ungültige Stimmen                                     | Ungültige Stimmen         | Ungültige Stimmen | 1.886       | 1,1         | 1.693        | 1,0          |
| Wähler                                                | Wähler                    | Wähler            | 167.490     | 73,6        | 167.490      | 73,6         |
| Wahlberechtigte                                       | Wahlberechtigte           | Wahlberechtigte   | 227.631     |             | 227.631      |              |
|                                                       |                           |                   |             |             |              |              |
| Quellen: Die Bundeswahlleiterin, Kandidaten – Stimmen |                           |                   |             |             |              |              |

### Bundestagswahl 2009
| Kandidaten                                          | Kandidaten                | Parteien/Listen      | Erststimmen | Erststimmen | Zweitstimmen | Zweitstimmen |
| Kandidaten                                          | Kandidaten                | Parteien/Listen      | Stimmen     | %           | Stimmen      | %            |
| --------------------------------------------------- | ------------------------- | -------------------- | ----------- | ----------- | ------------ | ------------ |
|                                                     | Udo Schiefner             | SPD                  | 41.691      | 25,7        | 36.743       | 22,6         |
|                                                     | Uwe Schummergewählt im WK | CDU                  | 79.359      | 48,9        | 61.723       | 37,9         |
|                                                     | Martin Knauber            | FDP                  | 15.755      | 9,7         | 30.071       | 18,5         |
|                                                     | Gabriele Bailey           | GRÜNE                | 12.633      | 7,8         | 14.433       | 8,9          |
|                                                     | Britta Pietsch            | DIE LINKE            | 11.102      | 6,8         | 11.935       | 7,3          |
|                                                     | Rolf Gunter Kretzschmann  | NPD                  | 1.836       | 1,1         | 1.428        | 0,9          |
|                                                     | –                         | Die Tierschutzpartei | –           | –           | 1.269        | 0,8          |
|                                                     | –                         | FAMILIE              | –           | –           | 840          | 0,5          |
|                                                     | –                         | REP                  | –           | –           | 302          | 0,2          |
|                                                     | –                         | Volksabstimmung      | –           | –           | 133          | 0,1          |
|                                                     | –                         | MLPD                 | –           | –           | 22           | 0,0          |
|                                                     | –                         | PSG                  | –           | –           | 25           | 0,0          |
|                                                     | –                         | ZENTRUM              | –           | –           | 106          | 0,1          |
|                                                     | –                         | BüSo                 | –           | –           | 22           | 0,0          |
|                                                     | –                         | DVU                  | –           | –           | 78           | 0,0          |
|                                                     | –                         | ödp                  | –           | –           | 130          | 0,1          |
|                                                     | –                         | PIRATEN              | –           | –           | 2.554        | 1,6          |
|                                                     | –                         | RRP                  | –           | –           | 171          | 0,1          |
|                                                     | –                         | RENTNER              | –           | –           | 723          | 0,4          |
| Gesamt                                              | Gesamt                    | Gesamt               | 162.376     | 100         | 162.708      | 100          |
|                                                     |                           |                      |             |             |              |              |
| Ungültige Stimmen                                   | Ungültige Stimmen         | Ungültige Stimmen    | 1.990       | 1,2         | 1.658        | 1,0          |
| Wähler                                              | Wähler                    | Wähler               | 164.366     | 72,2        | 164.366      | 72,2         |
| Wahlberechtigte                                     | Wahlberechtigte           | Wahlberechtigte      | 227.805     |             | 227.805      |              |
|                                                     |                           |                      |             |             |              |              |
| Quellen: Der Bundeswahlleiter, Kandidaten – Stimmen |                           |                      |             |             |              |              |